# Documenta11
Documenta11 est la onzième édition de l'exposition quinquennale d'art contemporain documenta.

## Thèmes
Les thèmes principaux étaient les ressources de l'art, les questions politiques et sociales, mais aussi les questions sur la mondialisation, la migration et l'urbanisme. 

## Histoire
La manifestation s'est déroulée du 8 juin au 15 septembre 2002 à Cassel, en Allemagne. Le directeur artistique était Okwui Enwezor. 

## Fréquentation
L'exposition a été visitée par 650 924 visiteurs.

## Participants
- A : Georges Adéagbo, Ravi Agarwal, Eija-Liisa Ahtila, Chantal Akerman, Gaston André Ancelovici (Colectivo Cine-Ojo), Fareed Armaly, Rashid Masharawi, Michael Ashkin, Asymptote Architecture, Kutlug Ataman, The Atlas Group, Walid Raad
- B : Julie Bargmann et Stacy Levy, Artur Barrio, Bernd et Hilla Becher, Zarina Bhimji, Black Audio Film Collective, John Bock, Ecke Bonk, Frédéric Bruly Bouabré, Louise Bourgeois, Pavel Braila, Stanley Brouwn, Tania Bruguera
- C : Luis Camnitzer, James Coleman, Constant, Margit Czenki
- D : Hanne Darboven, Destiny Deacon, Stan Douglas
- E : Cecilia Edefalk, William Eggleston, Maria Eichhorn, Touhami Ennadre, Cerith Wyn Evans
- F : Feng Mengbo, Chohreh Feyzdjou, Yona Friedman
- G : Meschac Gaba, Giuseppe Gabellone, Carlos Garaicoa, Kendell Geers, Isa Genzken, Jef Geys, David Goldblatt, Leon Golub, Dominique Gonzalez-Foerster, Renée Green, Víctor Grippo, Le Groupe Amos
- H : Jens Haaning, Mona Hatoum, Thomas Hirschhorn, Candida Höfer, Craigie Horsfield, Huit Facettes: Dynamique Artistique & Culturelle, Pierre Huyghe
- I : Igloolik Isuma Productions, Sanja Iveković
- J : Alfredo Jaar, Joan Jonas, Isaac Julien
- K : Amar Kanwar, On Kawara, William Kentridge, Johan van der Keuken, Bodys Isek Kingelez, Ben Kinmont, Igor et Svetlana Kopystiansky, Ivan Kožarić, Andreja Kulunčić
- L : Glenn Ligon, Ken Lum
- M : Mark Manders, Fabian Marcaccio, Steve McQueen, Cildo Meireles, Jonas Mekas, Annette Messager, Ryūji Miyamoto, Santu Mofokeng, Multiplicity, Juan Muñoz
- N : Shirin Neshat
- O : Gabriel Orozco, Olumuyiwa Olamide Osifuye, Ulrike Ottinger
- P : Park Fiction, Manfred Pernice, Raymond Pettibon, Adrian Piper, Lisl Ponger, Pere Portabella
- R : RAQS Media Collective, Alejandra Riera et Doina Petrescu, Dieter Roth
- S : Doris Salcedo, Seifollah Samadian, Gilles Saussier, Christoph Schäfer, Allan Sekula, Yinka Shonibare, Andreas Siekmann, Simparch, Lorna Simpson, Eyal Sivan, David Small
- T : Fiona Tan, Pascale Marthine Tayou, Jean-Marie Teno, Trinh T. Minh Ha, tsunamii.net, Joëlle Tuerlinckx, Luc Tuymans
- U : Nomeda et Gediminas Urbonas (de)
- W : Jeff Wall, Nari Ward, Ouattara Watts
- Y : Yang Fudong